# Bernières-sur-Mer
Bernières-sur-Mer ist eine französische Gemeinde mit 2.446 Einwohnern (Stand: 1. Januar 2022) im Département Calvados in der Region Normandie. Sie gehört zum Arrondissement Caen und zum Kanton Courseulles-sur-Mer. Die Einwohner werden Bernièrais genannt.

## Geografie
Bernières-sur-Mer liegt als Seebad am Ärmelkanal. Umgeben wird Bernières-sur-Mer von den Nachbargemeinden Saint-Aubin-sur-Mer im Osten, Douvres-la-Délivrande im Südosten, Bény-sur-Mer im Süden und Südwesten sowie Courseulles-sur-Mer im Westen.
Durch die Gemeinde führt die frühere Route nationale 814 (heutige D514).

## Geschichte
Der Strandabschnitt an der Côte de Nacre hatte die Bezeichnung Juno Beach, als im Rahmen der Operation Neptune am 6. Juni 1944 die alliierten Truppen hier auf die deutschen trafen.

### Bevölkerungsentwicklung
| Jahr      | 1962 | 1968 | 1975 | 1982 | 1990 | 1999 | 2006 | 2012 |
| Einwohner | 930  | 964  | 1053 | 1548 | 1563 | 1882 | 2373 | 2336 |

## Partnergemeinden
Mit der deutschen Gemeinde Eisingen in Bayern besteht seit 1994 eine Partnerschaft.

## Sehenswürdigkeiten
- Kirche Notre-Dame-de-la-Nativité aus dem 12. Jahrhundert mit Umbauten bis ins 14. Jahrhundert, seit 1840 Monument historique
- Herrenhaus La Luzerne (15. Jahrhundert) mit Taubenturm, seit 1998 Monument historique
- Schloss Quintefeuille aus dem 18. Jahrhundert
- Schloss Semilly aus dem 17. Jahrhundert

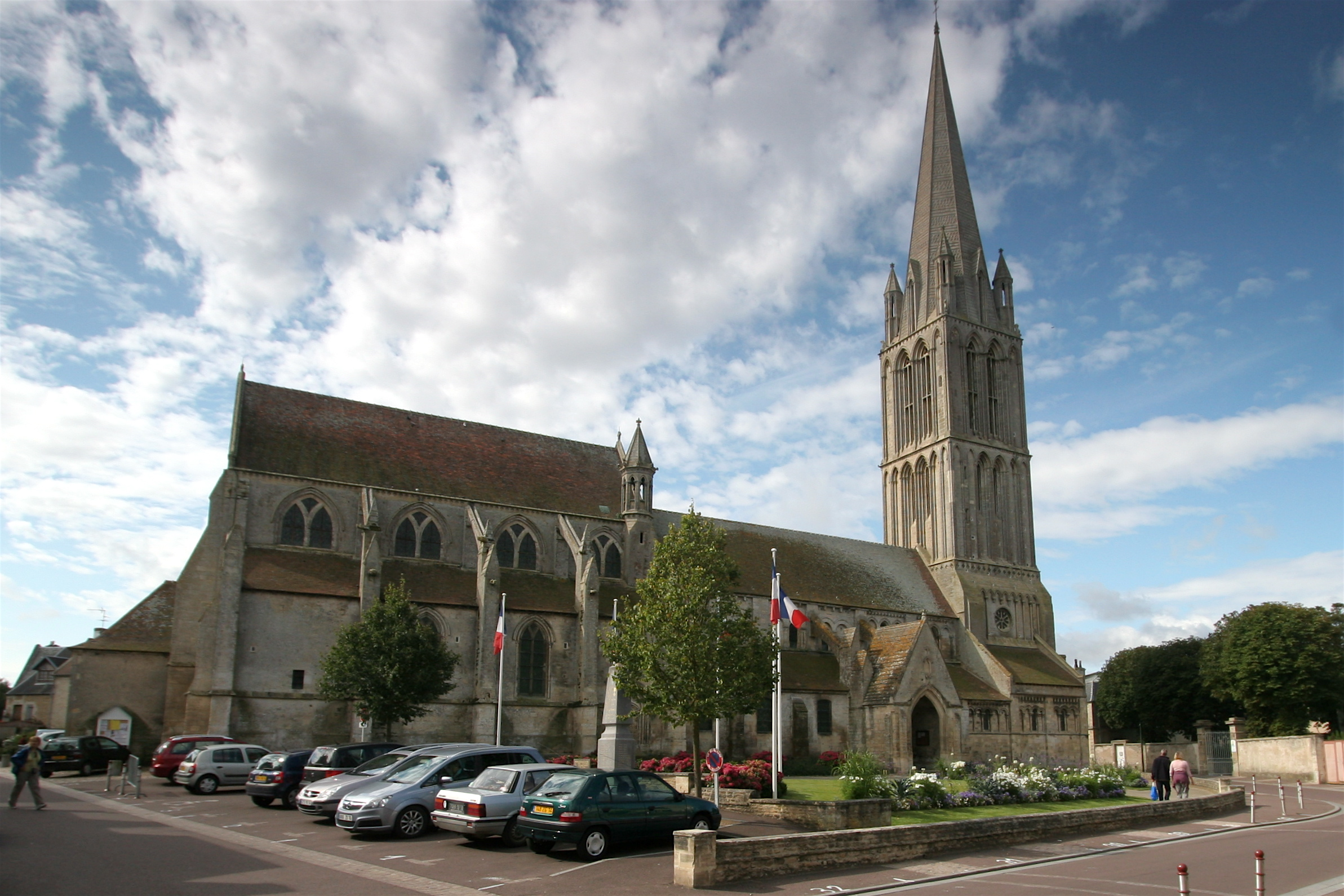
Kirche Notre-Dame-de-la-Nativité
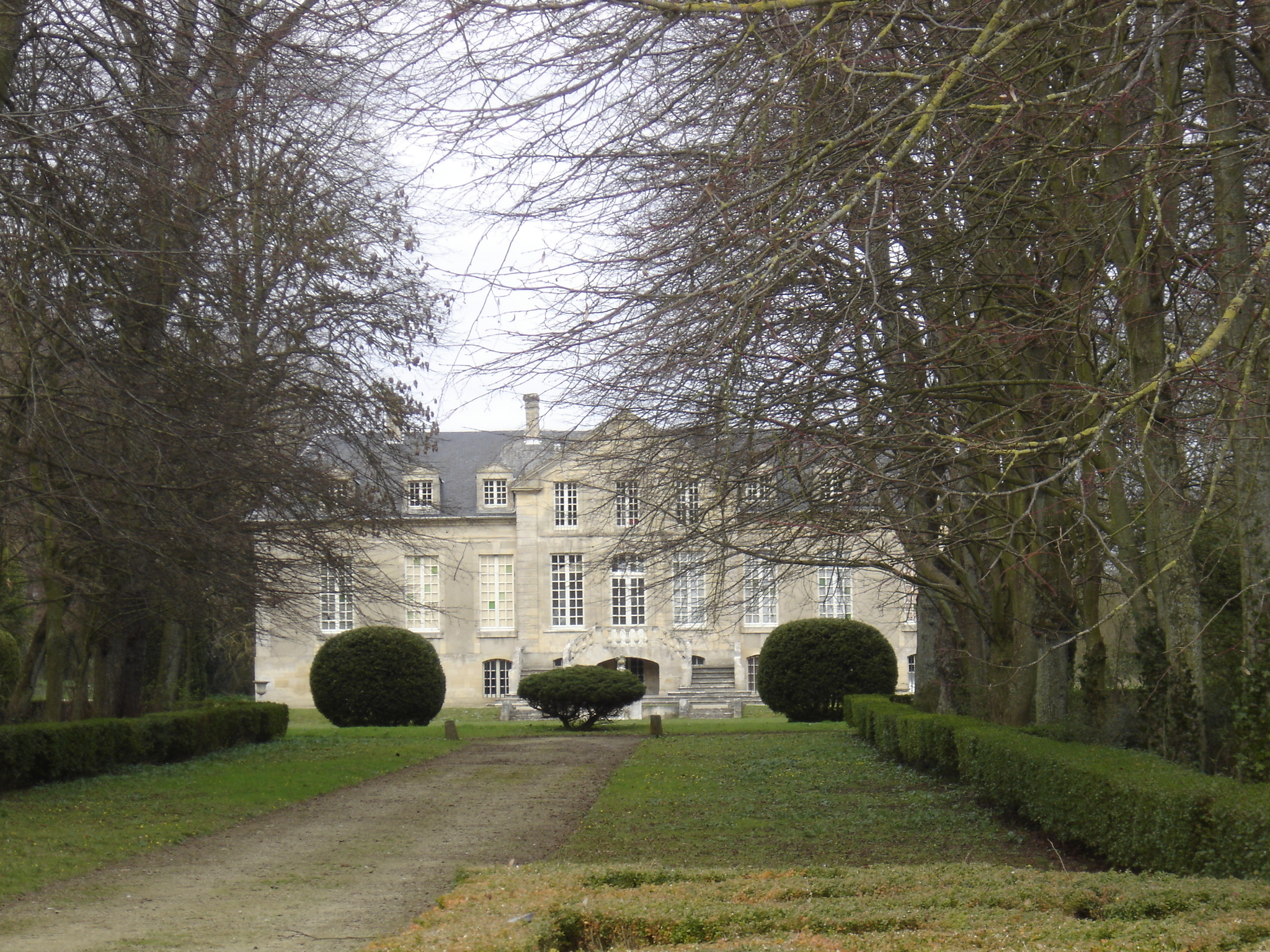
Schloss Quintefeuille
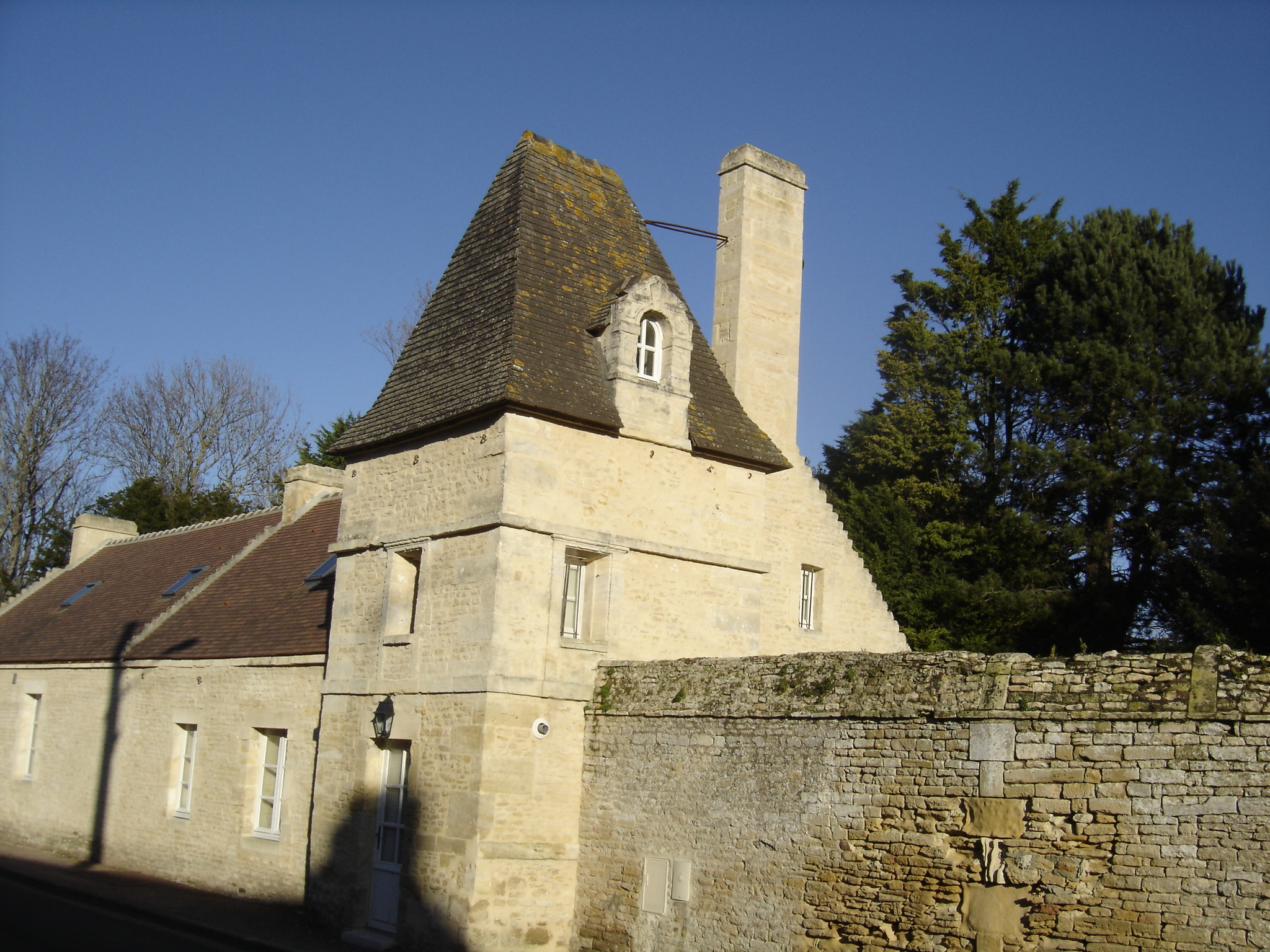
Schloss Sémilly

## Persönlichkeiten
- Jean-Léonor Le Gallois de Grimarest (1659–1713), Schriftsteller